# Russian Circles / These Arms Are Snakes
Russian Circles / These Arms Are Snakes — це міні-спліт-альбом, випущений гуртами These Arms Are Snakes та Russian Circles у форматі 30-см-грамплатівок, на підтримку їхнього європейського туру, який відбувався в листопаді 2008 року. 500 копій альбому було розпродано під час турне, а ще 500 були доступні для купівлі в інтернет-магазині Sargent House. Друге обмежене видання у вигляді прозорих платівок — було розпродане за рекордний строк — 1000 примірників за один день.

## Список треків
| Сторона A - Russian Circles | Сторона A - Russian Circles | Сторона A - Russian Circles |
| #                           | Назва                       | Тривалість                  |
| --------------------------- | --------------------------- | --------------------------- |
| 1.                          | «Philios»                   | 8:12                        |

| Сторона B - These Arms Are Snakes | Сторона B - These Arms Are Snakes | Сторона B - These Arms Are Snakes |
| #                                 | Назва                             | Тривалість                        |
| --------------------------------- | --------------------------------- | --------------------------------- |
| 1.                                | «Camera Shy»                      | 4:03                              |
| 2.                                | «Trix»                            | 3:18                              |

## Інформація щодо вінілу
1-й тираж
- 1000, чорний

2-й тираж
- 1000, прозорий